# Route principale 24 (Suisse)
Pour les articles homonymes, voir H24 et Route 24.
La Route principale 24 est une route principale suisse reliant Frick à Sursee.

## Parcours
- Frick
- Aarau
- Sursee